# Rhipsideigma cretaceotinctus
Rhipsideigma cretaceotinctus is een keversoort uit de familie Cupedidae. De wetenschappelijke naam van de soort is voor het eerst geldig gepubliceerd in 1897 door Kolbe.